# Вермахт
Вермахт (на немски: Wehrmacht – Отбранителни сили) са въоръжените сухопътни, военноморски и военновъздушни сили на Нацистка Германия от 1935 до 1945 г.
Създадени са със закон, възстановяващ военната повинност, на базата на Райхсвера (съществувал 1919 – 1935 г.) през март 1935 г., с което се нарушава Версайският договор. Първоначалният им брой е 500 000 души. В навечерието на Втората световна война достигат 3 000 000, а през 1943 г – 11 000 000. Близо 1 000 000 войници от Вермахта по време на войната не са германци. Играят основна роля в немското настъпление през войната. Разформирован след Втората световна война (1945 година) и наследен от Бундесвера.

## История
Обикновено се приема, че Вермахтът е създаден през 1935, но името му се споменава още през 1919 в първите дни от съществуването на Ваймарската република в Законите за допълнителните Райхсвер и за допълнителните Райхсмарине от 6 март и 16 април 1919.
След капитулацията на Германия в Първата световна война Версайският договор налага тежки ограничения по отношение на военната мощ на Германия. Армията е ограничена до 100 000 военнослужещи и още 15 000 служещи във флота. Флотът трябва да бъде съставен от максимум шест линейни кораба, шест крайцера и дванадесет ескадрени миноносеца. Танковете и тежката артилерия са забранени, а военновъздушните сили са разпуснати. Новата следвоенна войска (Райхсвера) е създадена на 23 март 1921. Всеобщата военна повинност е отменена според същия договор.
Германия веднага започва да търси заобиколни пътища към поддържането на стабилна войска. След Рапалския договор Германия влиза в тайно сътрудничество със СССР. Германия помага на Съветския съюз да се индустриализира и обучава съветски офицери в Германия. Специалисти от немските танкови и военновъздушни войски трябва да бъдат обучени в СССР, където трябва също така да се проведат немските разработки и производство на химически оръжия и др. Около 300 немски пилоти са обучени в Липетск, близо до Казан се провежда танково учение, а токсичният газ е разработен в Саратов.
След смъртта на президента Паул фон Хинденбург на 2 август 1934 на всички войници е наредено да положат клетва пред Адолф Хитлер. Това минало почти изцяло гладко, тъй като националсоциалистическата идеология била популярна сред немските граждани и войската. Германия започва открито да пренебрегва постановленията на Версайския договор. Всеобщата военна повинност е възстановена на 16 март 1935 и освен 100 000-та армия всяка година се обучавали по 100 000 души. В закона за военната повинност е използвано името Вермахт и тази година (1935) е смятана за рождена за Вермахта. Отличителен знак на Вермахта е стилизирана версия на Железния кръст, появил се за първи път в края на Първата световна война.

### Върховно командване
На 7 февруари 1938 г. от управлението на въоръжените сили на военното министерство се създава Върховното командване на Вермахта непосредствено подчинено на върховния главнокомандващ на страната Адолф Хитлер.
В състава на главната квартира е създаден отдел. В него влизал отдел за национална отбрана (отдел „Л“ – оперативен отдел) и отдел за връзки. До 8 август 1940 г. този отдел не се наричал генерален щаб, а оперативно управление на въоръжените сили. През пролетта на 1939 г. включва отделите по печат и пропаганда. Началник-щабът по оперативно ръководство се подчинявал непосредствено на началник-щаба на ОКВ и отговарял за всички споменати отдели. В началото на войната началник-щаб на главната квартира е Вилхелм Кайтел.
В състава на ОКВ влизат (в началото на войната):
- Управление на военното стопанство и въоръжението;
- Общо управление на въоръжените сели съвместно с юридическите и административните отдели;
- Управление на разузнаването и контраразузнаването.

## Численост и структура
Според проучванията на историка Рюдигер Оверманс във Вермахта се сражават общо 18,2 млн. войници, които се включват във войната в хода на нейното развитие и не служат едновременно. Около 5,3 милиона умират на бойното поле и около 11 милиона са пленени от чуждите войски.
Част от чуждестранните доброволци, служили във Вермахта по време на Втората световна война, била съставена от етнически германци, елзасци, холандци, скандинавци, балтийци, балканци, руснаци и кавказци. Руснаците влизат в състава на Руската освободителна армия, а неруснаци от Съветския съюз в района на Кавказ сформират т.нар. Източен легион. Тези части са под командването на генерала от кавалерията Ернст Август Кьостринг и представлявали около 5% от силите на Вермахта.

### Армейски групи A-H
- група армии „А“ (настъпваща към Кавказ): 2-ра армия, 4-та армия, 9-а армия, 12-а армия, 16-а армия, 17-а армия, 1-ва танкова армия, 4-та танкова армия
- група армии „Б“ (от 1943 във Франция при Ервин Ромел): 4-та армия, 18-а армия (Париж 1940), 17-а армия
- група армии „Ц“: 1-ва армия, 2-ра армия, 6-а армия, 7-а армия
- група армии „Д“: 1-ва армия, 7-а армия, 15-а армия
- група армии „Е“
- група армии „Ф“
- група армии „Г“
- група армии „Х“

### Допълнителни армейски групи
- група армии „Африка“: 1-ва италианска армия, 5-а танкова армия
- група армии „Дон“ (група армии „Юг“): 886 000 войници при ген. Герд фон Рундщет, Ерих фон Манщайн; 1943 при Харков): 6-а армия
- група армии Курландия
- група армии „Център“ (1943 при Курск; поражението от СССР през 1944 на операция Багратион)
- група армии „Север“: 3-та армия, 4-та армия – (Източния фронт; Минск 1944)
- група армии „Юг“
- група армии „Северна Украйна“
- група армии „Южна Украйна“
- група армии „Остмарк“
- група армии „Висла“

## Военна основа
Военният ред във Вермахта се определя от т.нар. Ауфтрагстактик (тактика на поръчението), пословичната дисциплина и безусловното подчинение, което понякога води до противоречия между офицерския корпус и националсоциалистическата партия.
Военният историк Мартин ван Кревелд анализира и сравнява изключително високата боеспособност на Вермахта, изхождайки от военно-политическия контекст и изолираността му. Той пише, че „Армията на Германия е с отлична военна организация. Що се отнася до бойния дух, енергичността, войнишката солидарност и подвижността, тя вероятно няма равна на себе си армия през 20 век.“ До подобно заключение достига френския историк Филип Масон.

### Въоръжение
Противно на господстващото днес схващане за Вермахта като високо технологична войска и мощно въоръжена армия анализът на данните говори за точно обратното., Едва 40% от всички части са моторизирани. Останалите 60% се придвижват с коне. Например за транспорта на обоза (провизии, полеви кухни и т.н.) се впрягали коне. Войниците се придвижвали пеш или понякога чрез велосипеди. Оръжейно-технически, части от „модернизирания“ Вермахт имали доста спартанско въоръжение, напр. пушки като старите карабини 98K.
Планът „Барбароса“ е сериозно недоосигурен в по отношение на поставените цели. На Източния фронт има само 3350 танка (от всички видове), 7184 оръдия и 2740 самолета. За сравнение в периода 1939 до юни 1941 г. в Червената армия са получени 82 000 оръдия и минохвъргачки модели конструирани след 1938 г. Танковете са ок. 24 000 всичките превъзхождащи по тактико-технически данни немските, самолетите са ок. 12 000.
Положението на Вермахта с боеприпасите е също много лошо. През 1939 г. Главното командване на сухопътните сили иска да бъде създаден запас от боеприпаси, които да бъде достатъчен за 4 месеца бойни действия. Такъв запас не е създаден. Обезпечеността на войските с боеприпаси било както следва (за 4 месеца 100%): патрони за пистолети 30%, мини за леки минохвъргачки 12%, за тежки минохвъргачки 12% за танкове 5%.
За щастие на Вермахта в първите дни на войната са заловени гигантски количества руски боеприпаси (само снарядите са над 1 000 000), както и големи количества друго въоръжение.
Голямото влияние на политическото управление, в частност тактико-стратегическите директиви на Хитлер, е причината за дълбоките кризи и тежките загуби по време на Втората световна война. Успешните военни действия в мълниеносните войни срещу слаби противници като Полша и Франция и страхът от политически репресии в социалистически стил „убеждават“ критичните членове на офицерския състав в правилността на новата концепция за въоръжените сили, която отхвърля дълбочинното въоръжаване и призовава за широчинно въоръжаване, но в хода на военните събития тази тактика се оказва погрешна, като войските на по-силните държави не могат да бъдат победени за късо време.

## Личности
Важни фигури:
| - Лудвиг Бек - Федор фон Бок - Валтер фон Браухич - Ервин фон Вицлебен - Хайнц Гудериан - Карл Дьонитц - Алфред Йодл - Вилхелм Кайтел - Алберт Кеселринг - Евалд фон Клайст - Гюнтер фон Клуге - Ерих фон Манщайн - Фридрих Олбрихт | - Фридрих Паулус - Ерих Редер - Ервин Ромел - Ханс-Улрих Рудел - Герд фон Рундщет - Клаус фон Щауфенберг - Вилхелм Флике - Вернер фон Фрич - Франц Халдер - Ерих Хопнер - Херман Хот - Адолф Хитлер - Леополд Бюркнер |